# Anteos clorinde
Anteos clorinde – gatunek motyla z rodziny bielinkowatych i podrodziny Coliadinae. Szeroko rozprzestrzeniony w obu Amerykach, od południowych Stanów Zjednoczonych po Argentynę.

## Taksonomia
Gatunek ten opisany został po raz pierwszy w 1824 roku przez Jean-Baptiste’a Godarta pod nazwą Colias clorinde. Jako miejsce typowe wskazał on Brazylię. Historycznie gatunek ten umieszczany bywał również w rodzajach Rhodocera i Gonepteryx. W 1907 roku Hans Fruhstorfer podzielił go na dwa podgatunki, A. c. cloridne i A. c. nivifera, jednak obecnie zwykle uznawane są za synonimy.

## Morfologia

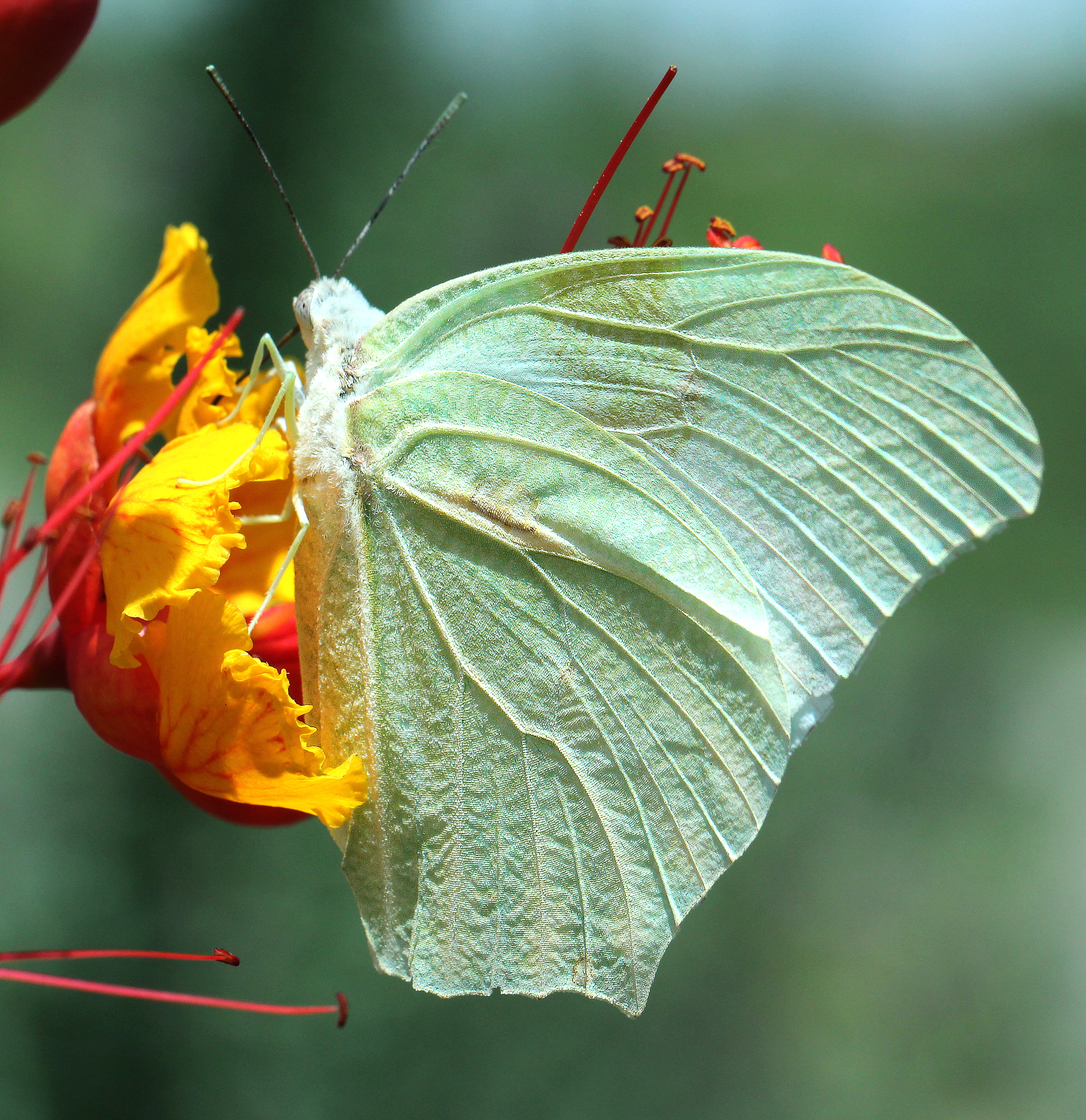
Imago na kwiecie

Motyl duży jak na przedstawiciela bielinkowatych, osiągający od 70 do 90 mm rozpiętości skrzydeł. Wierzch skrzydeł jest biały z bardzo wąskim, ciemnym obrzeżeniem. W środkowej części każdego skrzydła występuje mała ciemna kropka. Przednie skrzydło u samca ma przy przednim brzegu w nasadowej połowie dużą, żółtą do pomarańczowej łatę obijającą promieniowanie ultrafioletowe. U samicy łata ta jest nieobecna lub słabiej zaznaczona, rozmyta i nie odbijająca tego promieniowania. Spód skrzydeł u obu płci jest upodobniony do liścia, jasnozielony z nabrzmiałymi, jasnymi żyłkami, czasem z brązową kropką pośrodku każdego skrzydła. Przednie ma wierzchołek sierpowato zakrzywiony z ostrym czubkiem. Tylne ma w kącie tylno-zewnętrznym krótki, zaostrzony ogonek.
Jaja mają początkowo ubarwienie białe, jasnozielone lub jasnożółte, z czasem jednak pojawia się na nich barwa czerwonawa. Gąsienica ma głowę żółtawozieloną z małymi, zielonymi guzkami, ciało zaś obficie owłosione, jasnozielone z żółtym pasem wzdłuż grzbietu i leżącymi niżej zielonobiałymi pasami bocznymi oraz z ciemnymi guzkami bocznymi. Barwa poczwarki może być kremowobiaława, jasnozielona lub żółtawa z czerwonobrązowymi pasami bocznymi ciągnącymi się od wierzchołka głowy przez brzegi zawiązków skrzydeł po boki odwłoka oraz czerwonobrązowym paskiem przez środek grzbietu odwłoka.

## Ekologia i występowanie
Owad ten zasiedla głównie zakrzewienia i otwarte zadrzewienia strefy subtropikalnej. Wybiera stanowiska nasłonecznione. Osobniki dorosłe są dobrymi i szybkimi lotnikami, zalatują daleko od miejsc rozrodu. Ogólnie okres ich lotu rozciąga się od marca do stycznia. Żerują na nektarze kwiatów o czerwonym i fioletowym kolorze, w tym na bugenwillach, ketmiach i lantanach. Samice składają jaja pojedynczo na brzegach liści roślin żywicielskich gąsienic, którymi są Senna spectabilis, Senna bicapsularis i Pithecellobium.
Motyl szeroko rozprzestrzeniony w obu Amerykach. Zasięgiem obejmuje południowe krańce krainy nearktycznej i większą część krainy neotropikalnej. W Stanach Zjednoczonych występuje głównie w Teksasie, ale pojawia się w Nowym Meksyku, Arizonie, Oklahomie, Nevadzie, Utah, Kansas, Kolorado, a nawet Nebrasce. Dalej na południe występuje przez Meksyk, Kubę, Belize, Gwatemalę, Salwador, Honduras, Nikaraguę, Kostarykę, Panamę, Kolumbię, Wenezuelę, Brazylię, Boliwię i Paragwaj po Argentynę.